# Le Scandale (film, 1934)
Pour les articles homonymes, voir Le Scandale.
Pour plus de détails, voir Fiche technique et Distribution.
Le Scandale est un film français de Marcel L'Herbier sorti en 1934.

## Synopsis
Charlotte Ferioul (Gaby Morlay), une femme qui adore son mari (Henri Rollan), se laisse un soir séduire par le comte Artanezzo (Jean Galland), un aimable aventurier, à qui elle donne une bague de valeur pour qu'il paie sa note d'hôtel et disparaisse. Le mari apprend tout. l'opinion publique jugera l'épouse sévèrement, mais le mari pardonnera. 

## Fiche technique
- Réalisation :  Marcel L'Herbier, assisté d'Ève Francis et de Christian Matras
- Scénario : Marcel L'Herbier, Ákos Tolnay, d'après la pièce de Henry Bataille[1]
- Dialogues : Henri Duvernois
- Décors : Robert Gys, Pierre Schild
- Photographie : Christian Matras, Eugen Schüfftan
- Montage : René Le Hénaff, Léonide Moguy
- Musique : Michel Michelet
- Société de production : Euréka-Film
- Pays :  France
- Format : Noir et blanc - Son mono - 1,37:1
- Durée : 106 minutes
- Date de sortie :
  - France : 3 février 1934
- Affiche : Constantin Belinsky (France)

## Distribution
- Gaby Morlay : Charlotte Ferioul
- Henri Rollan : Maurice Ferioul
- Jean Galland : Comte Artanezzo
- Mady Berry : Madame Férioul
- Pierre Larquey : Parizot
- André Nicolle : Jeannetier
- Jean Marais : Le liftier[2]
- Milly Mathis : la patronne du café
- Gaby Triquet : Suzanne
- Lucien Brûlé : le préfet
- Mircha : le petit Riquet
- Paulette Burguet : Margaridou
- Georges Colin : Herschen
- Georges Prieur : l'avocat
- Philippe Richard : le juge